# Нандор Гион
Надор Гион (мађ. Gion Nándor Сентамаш, 1. фебруар 1941 – Сегедин, 27. август 2002), добитник награде Јожеф Атила, мађарски писац, новинар, сценариста, учитељ из Војводине; мађарски главни уредник новосадског радија.

## Биографија
Нандор Гион је рођен 1941. године у Сентамашу (данашњи Србобран) у српској покрајини Војводини која је тада била окупирана од стране Мађарске. Потицао је из индустријске породице. Похађао је Техничку школу у Суботици, а 1963. године дипломирао је мађарски језик и књижевност на Универзитету у Новом Саду. Током факултетских година био је стипендиста Мађарског радија у Новом Саду. Већ тада су му објављивана белетристичка дела и писао је извештаје, критике - постао је члан редакције прве генерације часописа Új Symposion.
Након дипломирања, није отишао да предаје, али је између 1963. и 1983. радио као службеник мађарске радио станице у Новом Саду. 1963-64 служио је војску у Стипену (Македонија). Након војске, оженио се својом колегиницом са универзитета, Идом Хегедуш-Будановић, која је умрла у трагичној несрећи 1967. - неколико недеља након рођења њиховог сина Габора. Дечак који је остао без мајке поверен је родитељима Надора Гиона да га одгајају.
Први успех постигао је романом Kétéltűek a barlangban (Водоземци у пећини) објављеним 1968. године, а затим је романом Testvérem, Joáb из 1969. добио и прву награду Forum Kiadó. Његов таленат и партијска припадност допринели су да од 1969. године постане члан редакције Új Symposion-а, али је успео да избегне каснију идејну ликвидацију редакције.
Године 1970. објавио је омладински роман Engem nem úgy hívnak, 1972. дело Postarablók, а 1973. године објављен је роман Virágos katona, добитник Бриџ награде. Године 1977. његов дечји роман A kárókatonák még nem jöttek био је толико успешан да је постао обавезна лектира у школама (снимљен је 1983), 1982. објављен је наставак дела Sortűz egy fekete bivalyért, по коме је такође снимљен филм 1984. године.
Од 1979. до 1982. био је председник Удружења књижевника Војводине, а од 1983. до 1985. директор Новосадског позоришта. Од 1985. је новинар, уредник и главни и одговорни уредник Радио Новог Сада. Његов рад био је запажен и у Мађарској: добио је награду Тибор Дери 1987. и награду Атила Јожеф 1988. године.
Године 2000. постао је редован члан Мађарске академије уметности.
Током распада Југославије, у циљу заштите поверених му људи, остао је на свом послу и у странци до последњег тренутка, због чега су му се односи са неким југословенским и мађарским писцима можда погоршали. Септембра 1993. са породицом се преселио у Мађарску . Недуго затим, Лајош Мартон Варга је са њим обавио интервју, који је објављен у Népszabadság-у 6. новембра, у којем је Гион изјавио да жели да се придружи масонима. Иако тема разговора није била масонерија, изненађени анкетар је ово истакао: чланку је дао наслов „Желим да будем масон” - (Јавна пријава је била успешна, писац је примљен у масонску ложу Братства Ференц Деак јануара 1994.)
Његов роман Izsakhár објављен је 1994. (по њему је снимљен филм 2001. под насловом A Szivárvány harcosa). Године 1996. објавио је своју књигу Mint a felszabadítók, наставак  Izsakhár. Године 1997. објављен је трећи део породичноисторијског дела: Ez a nap a mienk, а 2002. године у часопису Forrás објављен је Aranyat talált у наставцима - четврти део серијала романа. Тетралогија романа је добила заједнички наслов Latroknak is játszott (Играо је и за Латрок).
Надор Гион се борио са неколико тешких болести – августа 2002. примљен је на Нову клинику у Сегедину, где је сутрадан преминуо. Сахрањен је 12. септембра на гробљу Фаркасрет у Будимпешти.
Успомену на његово животно дело и личност чува стипендија Гион, која награђује младе прекограничне уметнике. Noran Kiadó је преузео објављивање опуса Нандора Гиона, укључујући текстове недоступне у Мађарској. У његовом родном месту Сентамашу почео је да се развија култ писца, чији је центар Спомен кућа Гион, отворена 2010. године. У спомен кући "Нандор Гион" организује се сваке године манифестација посвећена аутору и том приликом буде уручена и Награда Нандор Гион победницима литерарног конкурса посвећеног очувању успомене на истакнутог војвођанског и мађарског писца.

## Стваралаштво
Почетком шездесетих година 20. века догодила се велика промена у војвођанској мађарској књижевности: сложно је деловала релативно бројна млада генерација, која није предузимала никакву врсту заједништва са претходном војвођанском мађарском књижевношћу, коју је ова генерација сматрала паланачком. Ова такозвана Симпосион генерација појавила се у књижевном додатку листа Képes Ifjúság, затим је 1964. представљена у антологији Kontrapunkt и у њеном часопису Új Symposion насталом у исто време.
Млади су се касније донекле „класифицирали“, али су своју отвореност за нове идеје и трендове задржали и касније. Надор Гион је био изузетан представник ове генерације, заједно са Отом Толнаијем. Каријеру је такође започео неоавангардним експериментима, почевши од бунтовничке књиге са лабавим управљањем временом и обилном слободним асоцијацијама, али је већ крајем шездесетих развио сопствени, живахни, уврнути метод и стил приповедања. Од тада се његова дела углавном дешавају у и око његове домовине, Сентамаша. А њихову перспективу карактерише „обогаћени реализам“ створен живахним приповедањем, понављајућим јунацима, мешањем немогућих и природних ствари и догађаја.
У већини списа аутора, који размишља цикличним причама, упитно је да ли се могу сматрати романом или збирком приповедака, јер поновљене фигуре и локације дају везујући материјал за његова дела. У његовим делима у Мађарској, која подсећа на Храбала, улога анегдоте је порасла.

### до 1989. године
- Kétéltűek a barlangban (Водоземци у пећини); Форум, Нови Сад, 1968.
- Testvérem, Joáb (Мој брат Јове) ; Форум, Нови Сад, 1968.
- Engem nem úgy hívnak (Није то моје име); Форум, Нови Сад, 1970.
- Ezen az oldalon (С ове стране); Форум, Нови Сад, 1971.
- Postarablók (Пљачкаши поште); Мора–Форум, Нови Сад, 1972.
- Virágos Katona (Војник са цветом); Форум, Нови Сад, 1973.
- Olyan, mintha nyár volna (То је као лето); Форум, Нови Сад, 1974.
- Latroknak is játszott. Virágos katona/Rózsaméz; Форум, Нови Сад, 1976.
- A kárókatonák még nem jöttek vissza (Корморани се још нису вратили) ; Форум, Нови Сад, 1977.
- Sortűz egy fekete bivalyért (Рафал за једног црног бивола); Форум, Нови Сад, 1982.
- Az angyali vigasság (Анђеоско весеље); Форум, Нови Сад, 1985.

### 1990–2002
- Börtönről álmodom mostanában (У последње време сањам о затвору); Форум–Белетристика, Нови Сад, 1991.
- Izsakhár,Kortárs, Будимпешта ([s.a.])
- Mint a felszabadítók. Elbeszélések; са. , ед. Матија Домокос; Osiris, 1996.
- A vád (Оптужба), (сценарио, 1996).
- Ez a nap a miénk (Наш је овај дан); Osiris, 1997.
- Jéghegyen, szalmakalapban. Válogatott novellák; са. , ед. Матија Домокос; Osiris, 1998.
- Aranyat talált (Пронашао је злато); Osiris, 2002.

### 2003–
- Mit jelent a tök alsó? Novellák a hagyatékból; ед. Valcsicsák Dóra; Noran, Будимпешта, 2004.
- Latroknak is játszott / Virágos Katona / Rózsaméz / Ez a nap a miénk / Aranyat talált; Noran, Будимпешта, 2007.
- Börtönről álmodom mostanában / Kétéltűek a barlangban / Testvérem, Joáb / Izsakhár; поговор Јожеф Фекете; Noran, Будимпешта, 2008.
- Az angyali vigasság. 6 regény; Noran Libro, Будимпешта, 2010.
- Műfogsor az égből. Összegyűjtött elbeszélések; ед. , поговор Ласло Геролд; Noran Libro, Будимпешта, 2011.
- Véres patkányirtás idomított görényekkel. Naplók, interjúk és más írások; ед. Gerold László; Noran Libro, Будимпешта, 2012.
- Gion Nándor (Нандор Гион); са. Харгита Хорват Футо и Истван Адам Курцз; Сентамаш, 2018.
- Krisztus katonái a Görbe utcából, A Bengáli Fantomas, Naponta két hamutartó, Virágos katona, Gyönyörű év kezdődött, Jéghegyek fölött, Fülek és fejek, Szivárvány harcosa Budapesten, Ott zöldebb volt az erdő и друга дела; Kalota Művészeti Alapítvány–Napkút, 2019.

До сада је било двадесет осам превода Гионових дела на дванаест језика, од којих су једанаест преводи целих томова, остатак једне његове приповетке и интервју са њим. Мађарске и српске драмске редакције Радио Новог Сада и Мађарског радија поставиле су близу педесет аудио-драма из дела писца.

## Награде
- Књижевна награда Бриџ (1973).
- Награда Невен (1984).
- Награда Тибор Дери (1987).
- Награда Јожеф Атила (1988).
- Награда за књигу године (1991, 1994).
- Награда за животно дело Сорош фондације (1994).
- 1 МТИ-ПРЕСС-овог конкурса 1. награда на конкурсу за његов портфолио роман (1996).
- Награда Шандор Мараи (1998).
- Награда ловоров венац Републике Мађарске (2000).